# Aegla singularis
Aegla singularis es una especie de decápodo aéglido integrante del género Aegla, cuyos miembros son denominados comúnmente cangrejos tanque, cangrejos pancora, cangrejos de agua dulce, falsos cangrejos o cucarachas de río. Este crustáceo habita en aguas dulces del centro-este de América del Sur.

## Taxonomía
Esta especie fue descrita originalmente en el año 1948 por el biólogo argentino Raúl Adolfo Ringuelet.
Localidad y ejemplares tipo
Los sintipos son un macho etiquetado como el MLP 147, proveniente del arroyo Pindapoy, en las proximidades de la localidad de Pindapoy, en la provincia de Misiones nordeste de la Argentina, colectado en enero de 1943; y dos machos y 4 hembras con los mismos datos anteriores.

## Distribución y hábitat
Este cangrejo habita en el fondo de arroyos y ríos de agua dulce. Se distribuye de manera endémica en el nordeste de la Argentina, encontrándoselo en cursos fluviales de la provincia de Misiones, tanto en la cuenca del río Paraná como en la del Uruguay.

## Características y costumbres
De este cangrejo se han medido machos de 12,20 hasta 20,20 mm y hembras     de 14,50 y 14,60 mm de largo.
De todas las especies del género esta es la que posee más destacado el lóbulo del margen externo proximal del dedo móvil. 
Un trabajo en el que se utilizó técnicas de morfometría geométrica para el estudio comparativo de la forma de las poblaciones de esta especie pertenecientes a la subcuenca del río Paraná respecto a las de la subcuenca del río Uruguay, en la provincia de Misiones, encontró que ambas poblaciones presentan entre sí diferencias en la forma del cefalotórax, lo que podría indicar que las poblaciones de esas subcuencas están genéticamente aisladas.